# Újlacska
Újlacska (szlovákul Malé Zálužie, korábban Ujlaček) község Szlovákiában, a Nyitrai kerületben, a Nyitrai járásban.

## Fekvése
Nyitrától 17 km-re északnyugatra fekszik.

## Élővilága

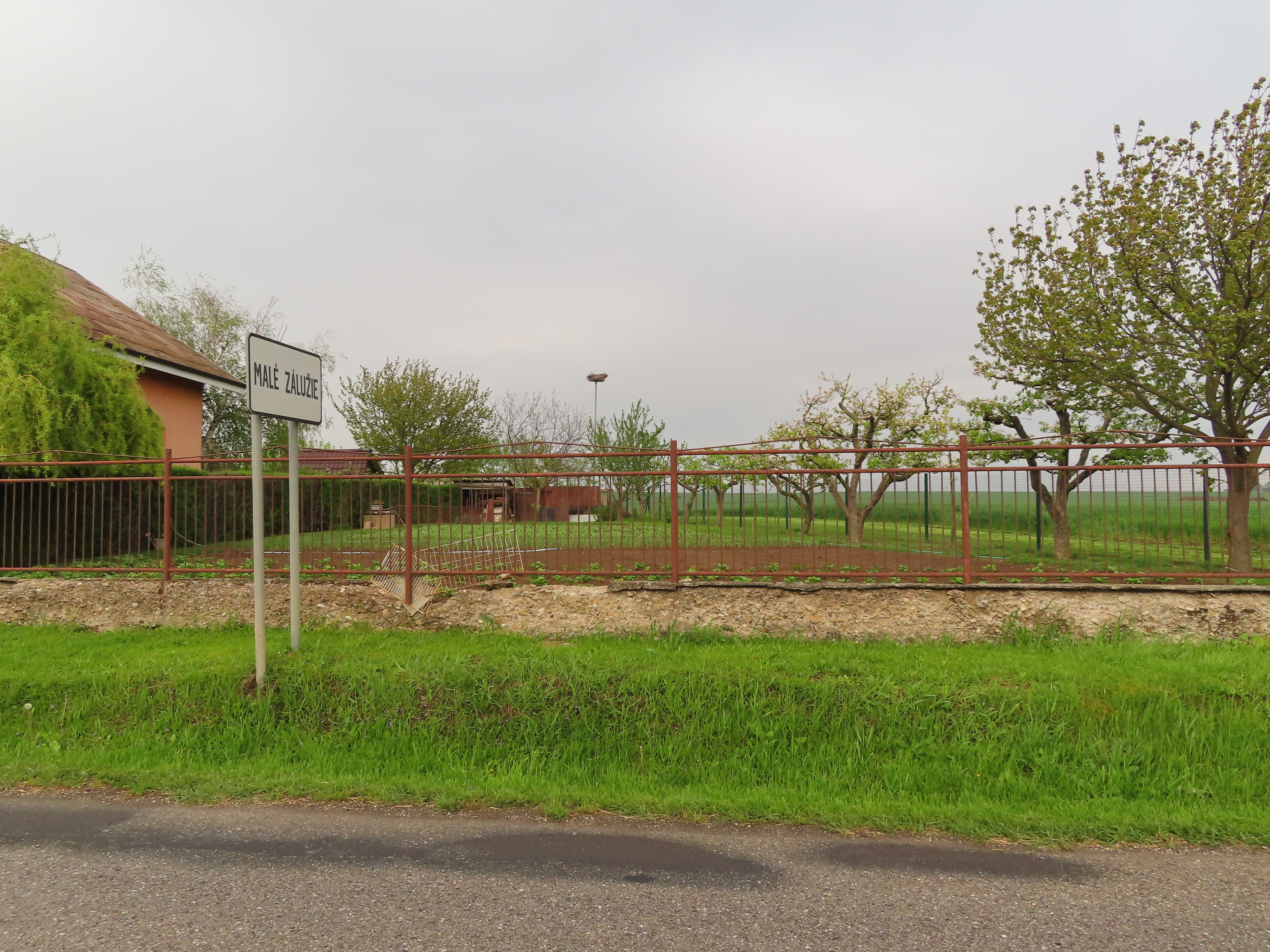
2023

A faluban egy gólyafészek alátét található.

## Története
A régészeti leletek tanúsága szerint területén már az újkőkorban emberi település volt.
A mai település eredetét a 11–12. századra teszik, első írásos említése azonban csak 1390-ben történt "Kysvylak" néven. Nagytapolcsány várának uradalmához tartozott. 1533-ban Literátus János, a 17-18. században a Ghyczy és Prónay családok birtokolták. 1598-ban felégette a török. 1715-ben 22 háztartással, 1720-ban szőlőskerttel és 20 háztartással rendelkezett. 1751-ben malma és 51 háza állt. 1787-ben 39 házában 252 lakos élt. 1828-ban 38 háza és 260 lakosa volt, akik főként mezőgazdasággal foglalkoztak.
Vályi András szerint " ÚJLACSKA. Nyitra Várm. földes Urai Géczy, és több Uraságok, lakosai külömbfélék, fekszik Alsó Kürthöz nem meszsze, mellynek filiája; határja meglehetős."
Fényes Elek szerint " Ujlacska, Nyitravm. tót falu, ut. p. Galgóczhoz 1 1/2 órányira: 66 kath., 187 evang.; 13 zsidó lak., vizimalommal. F. u. Ghyczy család."
Nyitra vármegye monográfiája szerint "Ujlacska, a Radosna-patak mellett, Assakürttől északra, 292 tót lakossal, kiknek több mint a fele ág. ev., a r. katholikusok száma 91, az izraelitáké 23. Postája Assakürt, táviró- és vasúti állomása Üzbég. 1390-ben Kis-Ujlak (Kysvylak) néven a tapolcsányi vár tartozéka volt. Későbbi földesurai a Ghyczyek és a Prónayak voltak."
A trianoni békeszerződésig területe Nyitra vármegye Nyitrai járásához tartozott.

## Népessége
| Év:            | 1994. | 2004.   | 2014.   | 2024.   |
| -------------- | ----- | ------- | ------- | ------- |
| Emberek száma: | 285   | 257     | 278     | 285     |
| Eltérés:       |       | -9,82 % | +8,17 % | +2,51 % |

| Év:            | 2023. | 2024.   |
| -------------- | ----- | ------- |
| Emberek száma: | 271   | 285     |
| Eltérés:       |       | +5,16 % |

1880-ban 253 lakosából 224 szlovák és 1 magyar anyanyelvű volt.
1890-ben 292 lakosából 269 szlovák anyanyelvű volt.
1900-ban 321 lakosából 292 szlovák és 1 magyar anyanyelvű volt.
1910-ben 361 lakosából 317 szlovák, 32 magyar, 11 német és 1 más anyanyelvű volt.
1921-ben 394 lakosa mind csehszlovák volt.
1930-ban 460 lakosából 456 csehszlovák volt.
1991-ben 304 lakosából 296 szlovák volt.
2001-ben 270 lakosából 268 szlovák volt.
2011-ben 270 lakosából 267 szlovák volt.
2021-ben 266 lakosából 252 szlovák, 1 (+1) egyéb és 13 ismeretlen nemzetiségű volt.

## Nevezetességei

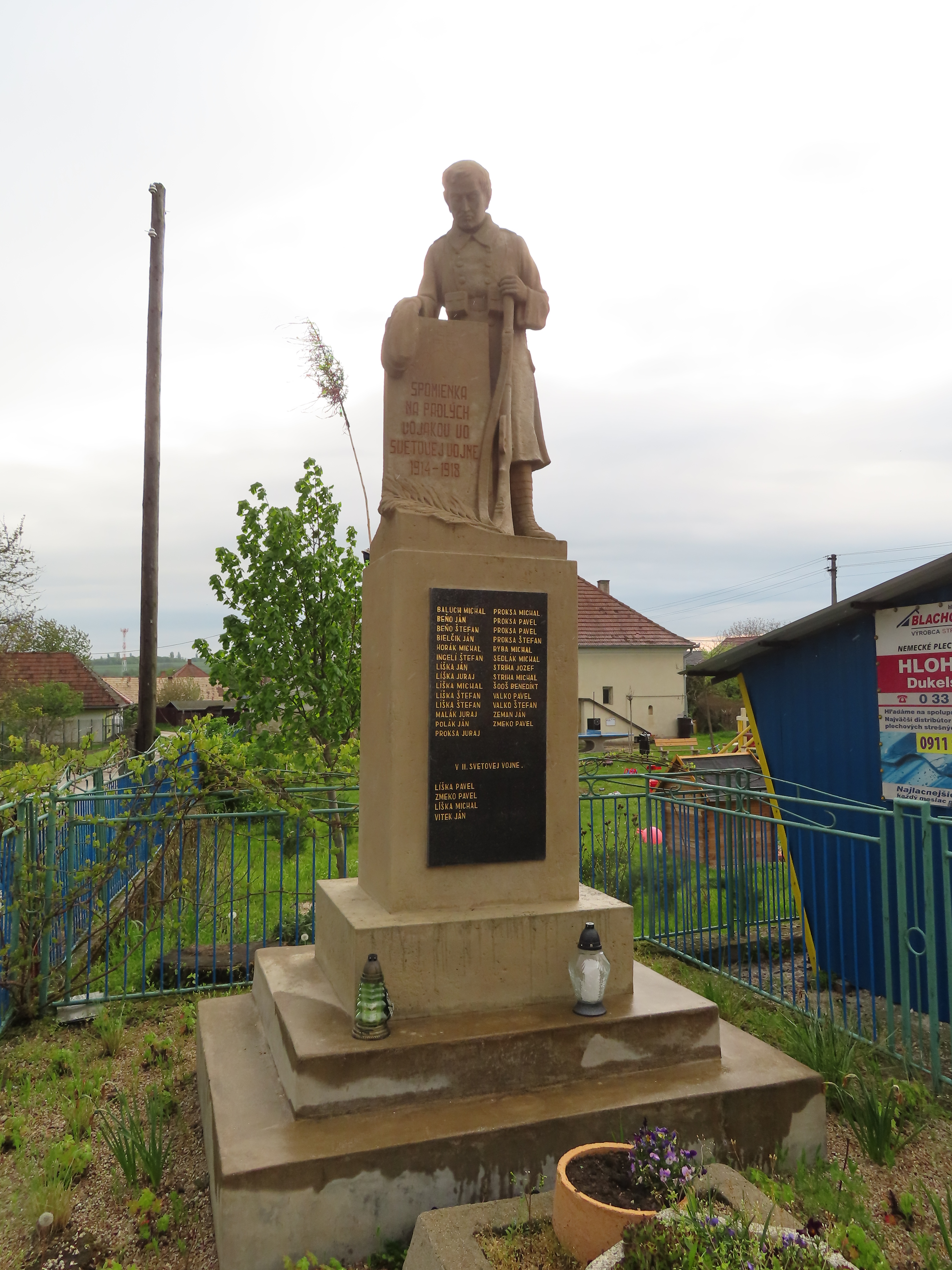

## Külső hivatkozások
- E-obce.sk Archiválva 2008. szeptember 20-i dátummal a Wayback Machine-ben
- Községinfó
- Újlacska Szlovákia térképén